# لويد جيمس أوستين
لويد جيمس أوستين (بالإنجليزية: Lloyd James Austin)‏ هو لغوي أسترالي، ولد في 4 نوفمبر 1915 في ملبورن في أستراليا، وتوفي في 30 ديسمبر 1994 في كامبريدج في المملكة المتحدة.